# Ella Encantada
Ella Encantada, em tradução livre, ou Ella Enfeitiçada, de acordo com a tradução da Editora Rocco, é um livro premiado com um Newbery Honor escrito por Gail Carson Levine e publicado em 1997. A história é uma adaptação de Cinderella com várias criaturas míticas, incluindo fadas, elfos, ogros, gnomos, e gigantes. Foi adaptado para o cinema em 2004, com a direção de Tommy O'Haver, e atuação de Anne Hathaway. Também em 2004 a Editora Rocco lança a edição brasileira da obra.